# War Babies
War Babies è il terzo album del duo Hall & Oates, pubblicato nel 1974.

## Tracce
1. Can't Stop the Music (He Played it Much Too Long) (John Oates) - 2:50
2. Is it a Star (Daryl Hall, Oates) - 4:41
3. Beanie G and the Rose Tattoo (Hall) - 3:01
4. You're Much Too Soon (Hall) - 4:08
5. 70's Scenario (Hall) - 4:00
6. War Baby Son of Zorro (Hall) -4:10
7. I'm Watching You (A Mutant Romance) (Hall) - 4:27
8. Better Watch Your Back (Hall) - 4:15
9. Screaming Through December (Hall) - 6:35
10. Johnny Gore and the "C" Eaters (Hall, Oates) - 5:18

## Formazione
- Daryl Hall - voce, sintetizzatore, chitarra, mandolino, vibrafono
- John Oates - voce, sintetizzatore, chitarre
- Todd Rundgren - guitar, background vocals
- Richie Cerniglia - chitarra
- "Admiral Television" - chitarra
- Don York - arrangiamenti archi e arpa
- Tommy Mottola - sintetizzatore
- John Siegler - basso
- Jon Wilcox - batteria
- Sandy Allen - cori
- Gail Boggs - cori

## Produzione
- Todd Rundgren - produzione, registrazione e suono
- Jean Ristori - mastering